# Municipio de Northern (Minnesota)
El municipio de Northern (en inglés: Northern Township) es un municipio ubicado en el condado de Beltrami en el estado estadounidense de Minnesota. En el año 2010 tenía una población de 4657 habitantes y una densidad poblacional de 52,77 personas por km².

## Geografía
El municipio de Northern se encuentra ubicado en las coordenadas 47°32′49″N 94°51′7″O / 47.54694, -94.85194. Según la Oficina del Censo de los Estados Unidos, el municipio tiene una superficie total de 88.25 km², de la cual 69.23 km² corresponden a tierra firme y (21.55%) 19.02 km² es agua.

## Demografía
Según el censo de 2010, había 4657 personas residiendo en el municipio de Northern. La densidad de población era de 52,77 hab./km². De los 4657 habitantes, el municipio de Northern estaba compuesto por el 90.94% blancos, el 0.67% eran afroamericanos, el 5.26% eran amerindios, el 0.67% eran asiáticos, el 0.06% eran isleños del Pacífico, el 0.45% eran de otras razas y el 1.95% pertenecían a dos o más razas. Del total de la población el 2.1% eran hispanos o latinos de cualquier raza.